# Équipe d'Argentine de football à la Copa América 1989
L'équipe d'Argentine de football participe à sa 31e Copa América lors de l'édition 1989 qui s'est déroulé au Brésil du 1er au 16 juillet 1989.

## Résultats

### Premier tour

#### Groupe B
| Classement final |           |     |   |   |   |   |    |    |      |
|                  | Équipe    | Pts | J | G | N | P | BP | BC | Diff |
| 1                | Argentine | 6   | 4 | 2 | 2 | 0 | 2  | 0  | +2   |
| 2                | Uruguay   | 4   | 4 | 2 | 0 | 2 | 6  | 2  | +4   |
| 3                | Chili     | 4   | 4 | 2 | 0 | 2 | 7  | 5  | +2   |
| 4                | Équateur  | 4   | 4 | 1 | 2 | 1 | 2  | 2  | 0    |
| 5                | Bolivie   | 2   | 4 | 0 | 2 | 2 | 0  | 8  | -8   |

| 2 juillet  | Argentine | 1 | 0 | Chili    |
| 4 juillet  | Argentine | 0 | 0 | Équateur |
| 6 juillet  | Équateur  | 0 | 0 | Bolivie  |
| 8 juillet  | Argentine | 1 | 0 | Uruguay  |
| 10 juillet | Argentine | 0 | 0 | Bolivie  |

| 2 juillet 1989 | Argentine    | 1 – 0   | Chili | Serra-Dourada (Goiânia)                               |                                                       |
|                | Caniggia 55e | (0 - 0) |       | Spectateurs : 40 000 Arbitrage : Arnaldo Cézar Coelho | Spectateurs : 40 000 Arbitrage : Arnaldo Cézar Coelho |

| 4 juillet 1989 | Argentine         | 0 – 0   | Équateur    | Serra-Dourada (Goiânia)                       |                                               |
|                | Alfaro Moreno 89e | (0 - 0) | Capurro 72e | Spectateurs : 12 000 Arbitrage : José Ramírez | Spectateurs : 12 000 Arbitrage : José Ramírez |

| 8 juillet 1989 | Argentine                  | 1 – 0   | Uruguay | Serra-Dourada (Goiânia)                             |                                                     |
|                | Caniggia 69e · Ruggeri 17e | (0 - 0) |         | Spectateurs : 18 000 Arbitrage : Jesús Díaz Palacio | Spectateurs : 18 000 Arbitrage : Jesús Díaz Palacio |

| 10 juillet 1989 | Argentine | 0 – 0   | Bolivie | Serra-Dourada (Goiânia)                          |                                                  |
|                 |           | (0 - 0) |         | Spectateurs : 5 000 Arbitrage : Nelson Rodríguez | Spectateurs : 5 000 Arbitrage : Nelson Rodríguez |

### Tour final
| Classement final |           |     |   |   |   |   |    |    |      |
|                  | Équipe    | Pts | J | G | N | P | BP | BC | Diff |
| 1                | Brésil    | 6   | 3 | 3 | 0 | 0 | 6  | 0  | +6   |
| 2                | Uruguay   | 4   | 3 | 2 | 0 | 1 | 5  | 1  | +4   |
| 3                | Argentine | 1   | 3 | 0 | 1 | 2 | 0  | 4  | -4   |
| 4                | Paraguay  | 1   | 3 | 0 | 1 | 2 | 0  | 6  | -6   |

| 12 juillet | Brésil    | 2 | 0 | Argentine |
| 14 juillet | Uruguay   | 2 | 0 | Argentine |
| 16 juillet | Argentine | 0 | 0 | Paraguay  |

| 12 juillet 1989 | Brésil                   | 2 – 0   | Argentine | Maracanã (Rio de Janeiro)                                |                                                          |
|                 | Bebeto 48e · Romário 55e | (0 - 0) |           | Spectateurs : 110 000 Arbitrage : Juan Daniel Cardellino | Spectateurs : 110 000 Arbitrage : Juan Daniel Cardellino |

| 14 juillet 1989 | Uruguay       | 2 – 0   | Argentine   | Maracanã (Rio de Janeiro)                             |                                                       |
|                 | Sosa 38e, 81e | (1 - 0) | Ruggeri 64e | Spectateurs : 45 000 Arbitrage : Arnaldo Cézar Coelho | Spectateurs : 45 000 Arbitrage : Arnaldo Cézar Coelho |

| 16 juillet 1989 | Argentine | 0 – 0   | Paraguay | Maracanã (Rio de Janeiro)                           |                                                     |
|                 |           | (0 - 0) |          | Spectateurs : 90 000 Arbitrage : Jesús Díaz Palacio | Spectateurs : 90 000 Arbitrage : Jesús Díaz Palacio |

## Effectif
Sélectionneur : Carlos Bilardo
| No. | Pos.      | Joueur                 | Date de naissance et âge | Sélec. | Club                |
| --- | --------- | ---------------------- | ------------------------ | ------ | ------------------- |
| 1   | Gardien   | Nery Pumpido           | 30 juillet 1957          |        | Real Betis          |
| 2   | Milieu    | Sergio Batista         | 9 novembre 1962          |        | River Plate         |
| 3   | Attaquant | Carlos Alfaro Moreno   | 16 octobre 1964          |        | Independiente       |
| 4   | Attaquant | Abel Balbo             | 1er juin 1966            |        | River Plate         |
| 5   | Défenseur | José Luis Brown        | 10 novembre 1956         |        | Real Murcia         |
| 6   | Milieu    | José Basualdo          | 20 juin 1963             |        | Deportivo Mandiyú   |
| 7   | Milieu    | Jorge Burruchaga       | 9 octobre 1962           |        | FC Nantes           |
| 8   | Attaquant | Claudio Caniggia       | 9 janvier 1967           |        | Verona              |
| 9   | Défenseur | José Luis Cuciuffo     | 1er février 1961         |        | Boca Juniors        |
| 10  | Milieu    | Diego Maradona         | 30 octobre 1960          |        | Napoli              |
| 11  | Milieu    | Gabriel Calderón       | 7 février 1960           |        | Paris Saint-Germain |
| 12  | Défenseur | Néstor Clausen         | 29 septembre 1962        |        | Sion                |
| 13  | Défenseur | Hernán Díaz            | 26 février 1965          |        | Rosario Central     |
| 14  | Milieu    | Héctor Enrique         | 26 avril 1962            |        | River Plate         |
| 15  | Milieu    | Ricardo Giusti         | 11 décembre 1956         |        | Independiente       |
| 16  | Défenseur | Pedro Monzón           | 23 février 1962          |        | Independiente       |
| 17  | Défenseur | Oscar Ruggeri          | 26 janvier 1962          |        | Real Madrid         |
| 18  | Gardien   | Luis Islas             | 22 décembre 1965         |        | Atlético Madrid     |
| 19  | Défenseur | Roberto Néstor Sensini | 12 octobre 1966          |        | Newell's Old Boys   |
| 20  | Milieu    | Pedro Troglio          | 28 juillet 1965          |        | Verona              |
| 21  | Milieu    | Néstor Gorosito        | 14 mai 1964              |        | San Lorenzo         |
| 22  | Gardien   | Julio César Falcioni   | 20 juillet 1956          |        | Vélez Sársfield     |

## Navigation